# Arnold Cahn
Arnold Cahn (* 11. April 1858 in Worms; † 22. April 1927 in Homburg)  war ein deutscher Internist, Chirurg und Pädiater.

## Leben

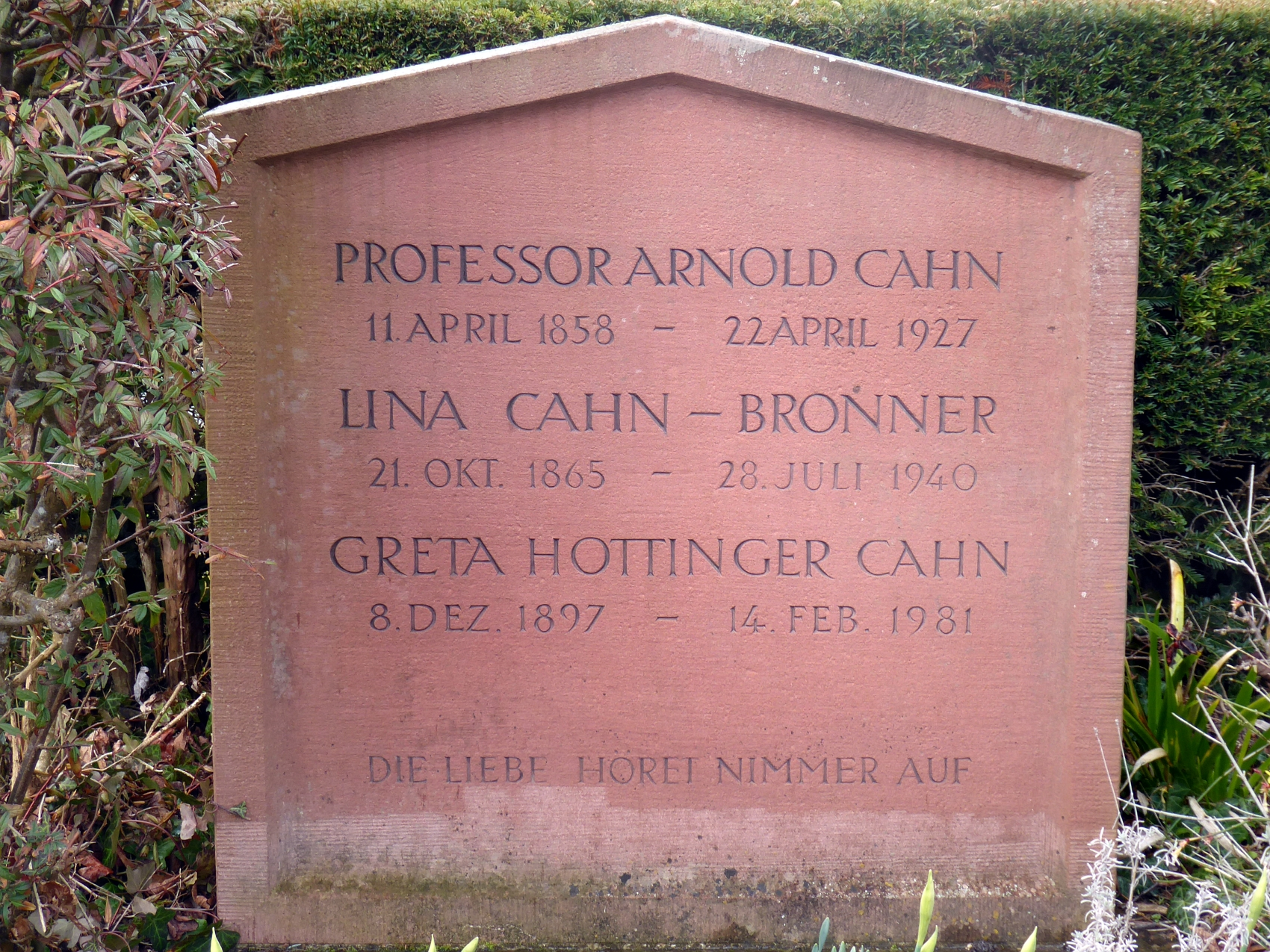
Familiengrab auf dem Friedhof am Hörnli.

Cahn studierte in Heidelberg und Straßburg, wo er Assistent von Adolf Kußmaul war. 1886 habilitierte er sich in Straßburg, wurde 1895 außerordentlicher Professor. Er war seit 1906 Chefarzt der medizinischen Klinik (Bürgerspital) in Straßburg und Geheimer Medizinalrat. Nach dem Ersten Weltkrieg musste er wie andere Deutsche Straßburg verlassen und wurde 1918 Honorarprofessor. Von Juni 1919 bis März 1927 war er Chefarzt der Inneren Abteilung der Medizinischen Klinik in Stuttgart-Bad Cannstein.
Cahn war der Vater von Karl Eduard Cahn-Bronner und von Greta Hottinger-Cahn, eine Chemikerin und Medizinerin. Sie war die Ehefrau des Basler Professor für Pädiatrie Adolf Hottinger. Ihre Söhne waren Lukas Hottinger und Arnold Hottinger. 
Arnold Cahn fand seine letzte Ruhestätte auf dem Friedhof am Hörnli.
Wegen seiner ausgezeichneten Diagnosen hatte er in Cannstatt den Spitznamen Rettungskahn. 1886 entdeckte er mit Paul Hepp im Arbeitskreis von Kußmaul die fiebersenkende Wirkung von Acetanilid (Antifebrin). Cahn war mit  Albert Schweitzer befreundet. Der Arnold Cahn Weg in Cannstatt ist nach ihm benannt.